# Bengt Lundegard
Bengt Lundegard, född 3 juni 1890 i Målilla socken, död 13 april 1977 i Göteborg, var en svensk kolonialgrossist.
Bengt Lundegard var son till urmakaren August Wilhelm Lundegard. Efter läroverksstudier och praktisk utbildning inom handeln var han anställd hos grosshandelsfirman Ekström & Leffler i Göteborg 1913–1937. Lundegard övergick därefter till kolonialvaruföretaget Eolbolaget i Göteborg och var vice VD och suppleant i styrelsen där 1938–1940. Lundegard var under denna år även styrelsesuppleant i branschorganisationen Inköpscentralernas Aktiebolag. Från 1940 var han VD för ASK-bolagen (Aktiebolaget Svenska Kolonialgrossister) och närstående företag, vilkas delägare 1947 hade en sammanlagd omsättning av nära 500 miljoner kronor. Han var på 1940-talet styrelseledamot i Sveriges kolonialvaruengrossisters riksförbund och styrelseledamot i ett flertal under andra världskriget bildade importföreningar omfattande kolonialvarubranschen. Lundegard var även politiskt intresserad och 1916–1922 aktiv inom det liberala partiet i Göteborg.